# Баффало Бизонс
«Баффало Бизонс» (англ. Buffalo Bisons) — профессиональная хоккейная команда из города Буффало, штат Нью-Йорк, США, выступавшая в Американской хоккейной лиге с 1940 по 1970 год.

## История
Впервые франшиза была основана в 1928 году, но после того, как её арена рухнула, «Бизонс» были вынуждены прекратить свою деятельность в 1936 году.
Команда возродилась четыре года спустя, когда Луис М. Джейкобс купил «Сиракьюз Старз» и перевёз их в Буффало. Свою первую игру «Бизонс» провели 3 ноября 1940 года против «Кливленд Бэронс», проиграв со счётом 2:4.
«Бизонс» пять раз выигрывали Кубок Колдера и участвовали в четырёх финалах (1948, 1955, 1959 и 1962). Они были связаны с командами НХЛ «Монреаль Канадиенс», «Чикаго Блэк Хокс» и «Нью-Йорк Рейнджерс».
Самым известным игроком команды был Ларри Уилсон, который выступал за клуб на протяжении тринадцати сезонов.
Команда была расформирована после сезона 1969–70, в результате создания команды расширения НХЛ — «Баффало Сейбрз».
18 сентября 2010 года «Сейбрз» объявили, что в сезоне 2010–11 они будут использовать третью форму в честь «Бизонс». Третья форма в стиле «Бизонс» использовалась в этом и следующем сезонах, прежде чем была снята с производства. Элементы дизайна в стиле «Бизонс» были включены в джерси «Сейбрз» на Зимней классике НХЛ 2018.

## Достижения
- Кубок Колдера: 1943, 1944, 1946, 1963, 1970;
- Победитель регулярного сезона: 1945–46, 1953–54, 1958–59, 1962–63, 1968–69;